# Božena Miklošovičová
Božena Miklošovičová roz. Štrbáková (* 27. února 1949, Bratislava) je československá hráčka basketbalu. Je vysoká 169 cm. Je zařazena na čestné listině mistrů sportu (1974). Jejím manželem je hokejista Miroslav Miklošovič.

## Sportovní kariéra
V basketbalovém reprezentačním družstvu Československa v letech 1970 až 1980 hrála celkem 135 utkání a má významný podíl na dosažených sportovních výsledcích. Zúčastnila se Olympijských her 1976 (Montreal, Kanada) - 4. místo (kapitánka družstva) a čtyř Mistrovství Evropy 1972, 1974, 1976, 1980, na nichž získala dvě stříbrné medaile za druhá místa v letech 1974 a 1976 a bronzovou medaili za třetí místo v roce 1972.
V československé basketbalové lize žen hrála celkem 14 sezón (1968-1982), z toho 13 sezón za družstvo Slovan Bratislava, s nímž získala v ligové soutěži jedno druhé místo (1979), čtyři třetí místa (1971, 1976-1978). Jednu sezónu 1981/82 hrála za SCP Ružomberok. V letech 1974-1977 byla třikrát vybrána do All-Stars - nejlepší pětice hráček československé ligy a také třikrát jako nejlepší hráčka Slovenska. Je na 9. místě v dlouhodobé tabulce střelkyň československé ligy žen za období 1963-1993 s počtem 3974 bodů. S klubem se zúčastnila 2 ročníků Poháru vítězů pohárů - Ronchetti Cup s nímž v roce 1978 v semifinále vyřadila BSE Budapešť a ve finále prohrála s Levski Spartak Sofia (Bulharsko) 50:49, tedy o jediný bod. V roce 1979 v semifinále prohrála s Levski Spartak Sofia (Bulharsko).   V roce 2000 Slovenskou basketbalovou asociací byla vyhlášena na 4. místě ankety o nejlepší hráčku basketbalu Slovenska 20. století.

## Sportovní statistiky

### Kluby
- 1968-1981 Slovan Bratislava, 13 sezón, celkem 5 medailových umístění: vicemistryně Československa (1979), 4x 3. místo (1972, 1976-1978), 4x 4. místo (1971, 1973, 1980, 1981), 2x 5. místo (1974, 1975), 7. místo (1970), 8. místo (1969)
- 1981-1982 SCP Ružomberok, 1 sezona, 7. místo (1982)
- 1982-1984 Prievidza, Trnava (2. liga), 1984-1994 Ekonom Bratislava
- 1974-1977: All Stars - nejlepší pětka hráček ligy - zařazena 3x: 1973/74, 1975/76, 1976/77

### Evropské poháry
je uveden počet zápasů (vítězství - porážky) a celkový výsledek v soutěži
- S klubem Slovan Bratislava v Poháru vítězů pohárů - Ronchetti Cup
- 1977/78 - 9 zápasů (5 vítězství - 4 porážky), výhra v semifinále nad BSE Budapešť (Maďarsko), prohra ve finále s Levski Spartak Sofia (Bulharsko), 2. místo
- 1978/79 - 6 (3-3), prohra v semifinále s Levski Spartak Sofia (Bulharsko)

### Československo
- Olympijské hry 1976 Montreal (70 bodů /5 zápasů, nejlepší střelkyně) 4. místo (kapitánka družstva)
- Mistrovství Evropy: 1972 Varna, Bulharsko (20 /4) 3. místo, 1974 Cagliari, Itálie (62 /8) 2. místo, 1976 Clermont Ferrand, Francie (70 /6) 2. místo, 1980 Banja Luka, Jugoslávie (30 /5) 4. místo, celkem na 4 ME 182 bodů a 25 zápasů
- 1970-1980 celkem 135 mezistátních zápasů, na OH a ME celkem 252 bodů v 30 zápasech
- 1974 titul mistryně sportu
- Nejlepší hráčka Slovenska - třikrát: 1974, 1976, 1977